# Желев, Желю
Же́лю Ми́тев Же́лев (болг. Желю Митев Желев; 3 марта 1935, с. Веселиново — 30 января 2015, София) — болгарский философ, государственный и политический деятель. Доктор философских наук. Первый избранный демократическим путём Президент Республики Болгарии (занимал пост два срока: 1990—1992, 1992—1997), депутат Народного собрания Болгарии (1990).

## Биография
Родился в селе Веселиново (Шуменская область). Три брата: Йордан, Христо и Стоян.
Получил среднее образование во Второй мужской гимназии в Шумене, в 1958 году окончил Софийский университет по специальности «философия».
Начал трудовую деятельность секретарем Общинного комитета ДКМС в родном селе, где в 1960 году был принят в БКП.
В 1961—1964 годах учился в аспирантуре философского факультета на кафедре диалектического и исторического материализма Софийского университета имени Климента Охридского. В 1974 году защитил кандидатскую, а в 1988 году — докторскую диссертации.
В 1975 году поступил на работу в Институт культуры. В 1977—1982 годах — заведующий секцией культуры и личности в Институте.
В 1967 году закончил работу над книгой «Фашизм», которая будет издана только 15 лет спустя (1982) издательством «Народна младеж» тиражом 10 тысяч экземпляров. На русском языке вышла в издательстве «Новости» в 1991 году под названием «Фашизм. Тоталитарное государство» тиражом 20 тысяч экземпляров.
Доктор философских наук (работы в области онтологии). В 2014 году в интервью газете «24 часа» на вопрос, какой режим страшнее, Желев заявил: «Коммунизм, конечно. Это более жёсткая диктатура. Фашизм охватывает и контролирует все сферы общественной жизни, имеет монополию, как и коммунизм. Но коммунизм идёт ещё дальше — он посягает на собственность, контролирует её, в то время как фашизм не трогает частную собственность. Даже фашистская Германия, наиболее близкая к коммунистическим режимам, не посягала на частную собственность людей».

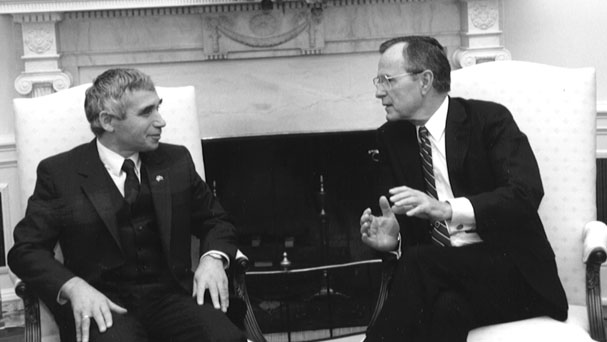
Желю Желев на встрече с президентом США Джорджем Бушем-старшим, 1990 год

### Политическая деятельность
В июле 1990 года стал депутатом Народного собрания Болгарии. 1 августа, после отставки Петра Младенова 389 голосами против 284 избран Народным собранием председателем (президентом) Болгарии (при поддержке фракции БСП). В 1992 году переизбран на второй срок, при этом название его поста было изменено на «президент Болгарии». Оставил президентский пост в 1997 году. Проиграл праймериз СДС Петру Стоянову. Работал в Либеральном интернационале.
Скончался 30 января 2015 года. 1 февраля 2015 года в связи со смертью Желева был объявлен днём траура. Похороны прошли на кладбище Бояны в Софии.

## Семья
Был женат на Марии Желевой (1942—2013) (по образованию — режиссёр) и имел двух дочерей — Станку и Йорданку. Младшая дочь — Йорданка Желева — в 1993 году совершила самоубийство. Старшая дочь — Станка Желева — с 1993 года живёт в Париже, где занимается, в основном, живописью. В 2006 году вышла замуж за колумбийца Адриана Велу.

## Награды
- Орден «Стара планина» с лентой (Болгария, 3 марта 2005, указ № 34)
- Большой крест ордена «За заслуги перед Республикой Польша» (1994)
- Орден «8 сентября» (Македония, 2010)
- Большой крест ордена «За заслуги» (Румыния, 2000)[9]